# Robert Surcouf de Maisonneuve
Pour les articles homonymes, voir Surcouf (homonymie).
Ne doit pas être confondu avec Robert Surcouf.
Robert Surcouf de Maisonneuve, né le 4 janvier 1671 à Saint-Malo et mort le 10 septembre 1729 à Saint-Énogat,, est un corsaire et armateur français. Il est l'arrière grand-père paternel de Nicolas et Robert Surcouf.

## Carrière
Ayant ses origines près de Carteret, en pays cotentinois, Surcouf de Maisonneuve a été le capitaine du navire de course l’Aimable sous le règne de Louis XIV.
Après avoir fait fortune grâce aux expéditions du Sud, il s’installe comme négociant et armateur à Saint-Malo, rue des Juifs.
Il acquiert la malouinière du Tertre Corbin, à Dinard, en 1717

## Descendance
Le corsaire Robert Surcouf (1773-1827), son frère Nicolas Surcouf (né en 1770) et un de leurs lieutenants, Joseph Potier, comptent parmi les descendants de Surcouf de Maisonneuve.